# Metal·lografia

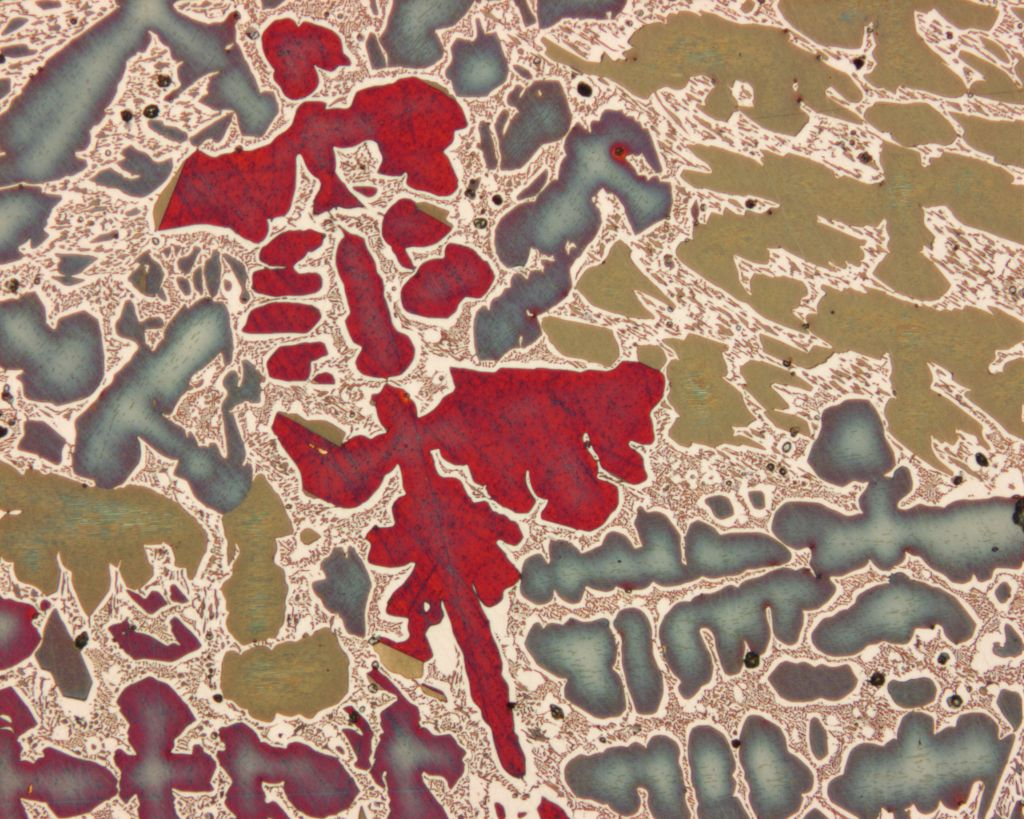
Una micrografia de bronze que revela una estructura dendrítica fosa

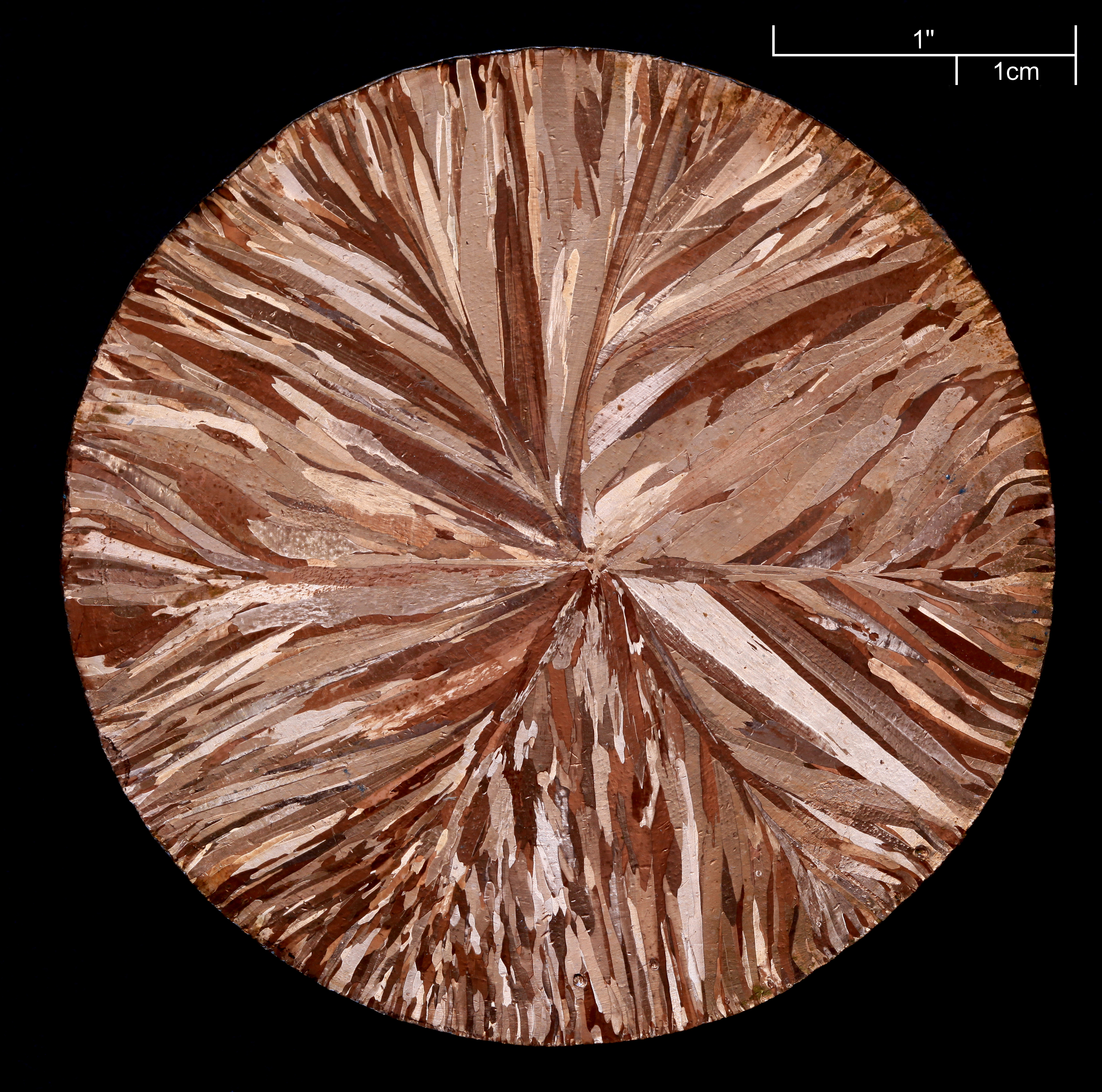
Micrografia d'un disc de coure

La metal·lografia és la ciència que estudia les característiques microestructurals o constitutives d'un metall o aliatge relacionant-les amb les propietats físiques, químiques i mecàniques.
Un examen metal·logràfic pot subministrar molta informació, per això cal obtenir mostres que siguin representatives i que no presentin alteracions degudes a l'extracció i/o preparació metal·logràfica.

## Tècniques emprades
Les tècniques d'anàlisi de superfícies no destructives poden implicar l'aplicació d'una pel·lícula fina o vernís que es pot treure després de l'assecat i examinar-se al microscopi. La tècnica va ser desenvolupada per Pierre Armand Jacquet i altres el 1957
Els exemplars preparats s'han d'examinar a ull nu després del gravat per detectar les àrees visibles que hagin respost al gravador de manera diferent de la norma, com a guia sobre on s'ha d'utilitzar l'examen microscòpic. L'examen de microscòpia òptica lleugera (LOM) sempre s'ha de realitzar abans de qualsevol tècnica metal·logràfica electrònica (EM), ja que la seva realització requereix més temps i els instruments són molt més cars.
Els passos a seguir per a una preparació metal·logràfica són els següents:
- Tall metal·logràfic
- Inclusió metal·logràfica
- Poliment metal·logràfic
- Atac químic
- Microscopi

## Tall metal·logràfic

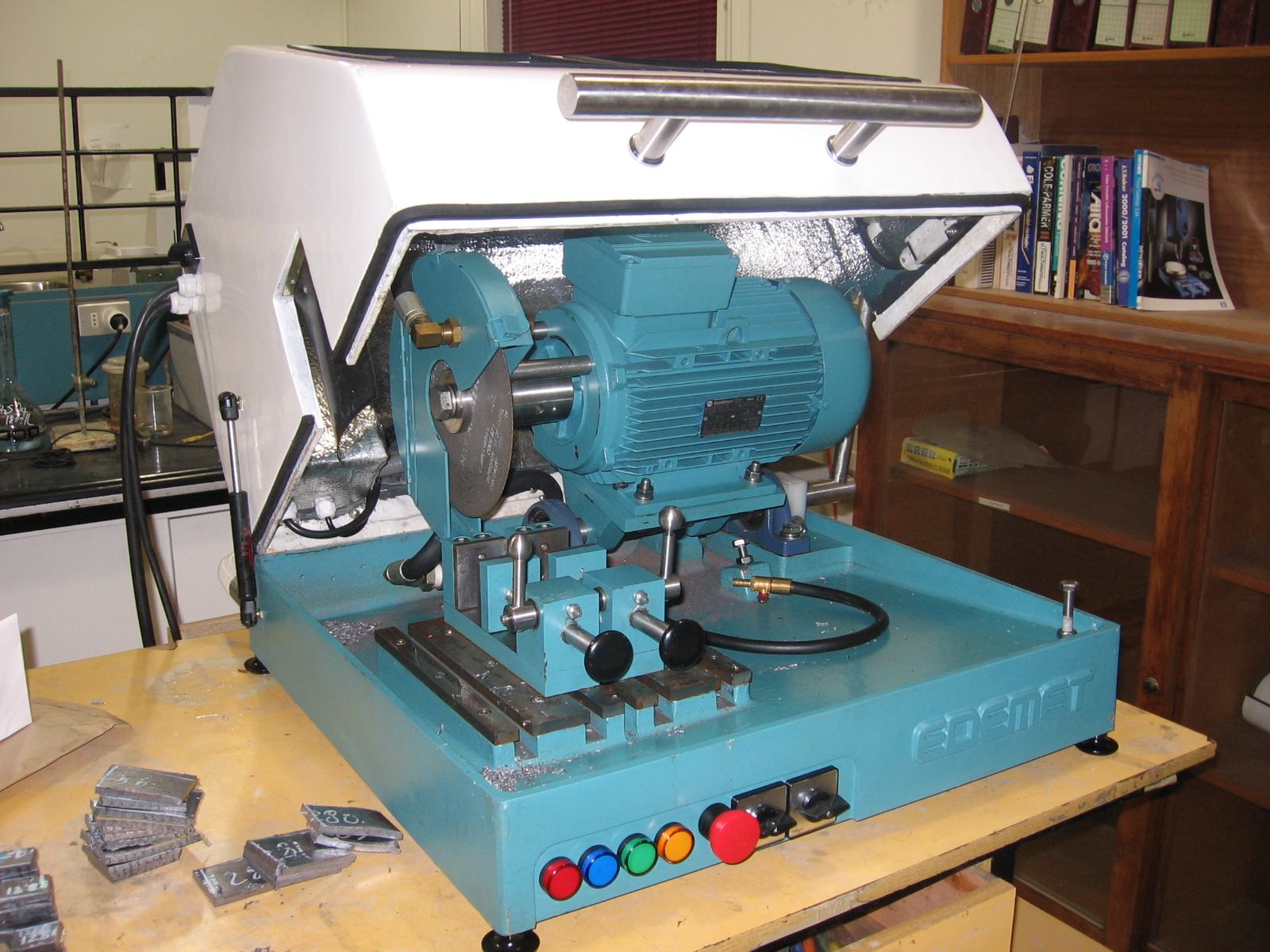
Talladora metalogràfica

Tallar la mostra amb una talladora metal·logràfica: Es tracta d'un equip capaç de tallar amb un disc especial de tall per abrasió, que té diferents característiques, depenent del material a tallar, mentre subministra un gran cabal de refrigerant, evitant així el sobreescalfament de la mostra. D'aquesta manera, no se n'alteren les condicions microestructurals.

## Inclusió metal·logràfica

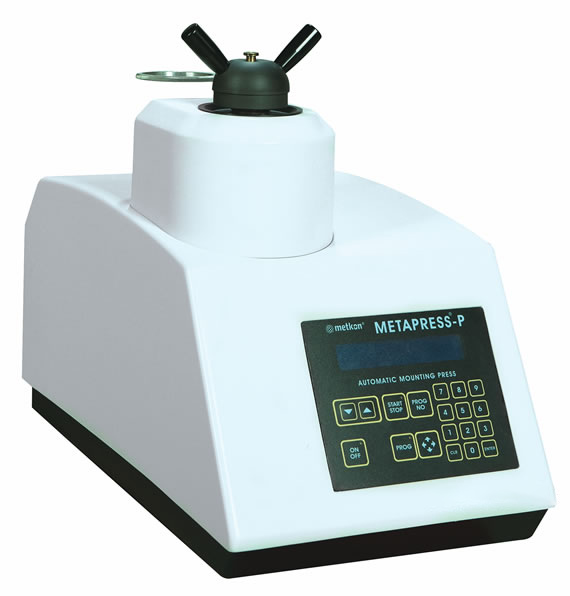
Aparell per a inclusió metal·logràfica

La mostra tallada s'inclou en resina per a un millor tractament posterior i emmagatzematge. La inclusió es pot realitzar mitjançant resina en fred : normalment dos components, resina en pols i un catalitzador en líquid, els quals es barregen i s'aboquen sobre un motlle amb la peça a incloure ja posada dins del mateix. Cal omplir el motlle fins a cobrir-ne la totalitat. La inclusió de fred té l'avantatge de poder incloure diverses peces en poc temps. Així mateix, se li pot donar qualsevol forma al motlle. Té el desavantatge de formar una inclusió més aviat tova (comparada amb la inclusió en calent) i és difícil respectar les toleràncies del diàmetre d'embotició. Sinó, es pot incloure en calent : mitjançant una inclosa, que, mitjançant una resistència interior escalfa la resina (monocomponent) fins que es desfà. La qualitat i la duresa de l'embotició és òptima. El procés d'embotició és relativament ràpid. No és un procés recomanat en cas de requeriments de moltes mostres al cap del dia. Tampoc no es recomana utilitzar aquest mètode per a aquelles peces que siguin fràgils o sensibles a la calor.

## Poliment metal·logràfic
Ùs de la polidora metal·logràfica: es prepara la superfície del material, en la seva primera fase anomenada Desbast Gruixut, es desbasta la superfície de la mostra amb paper de vidre, de manera uniforme i així successivament disminuint la mida de gra (Núm. de paper de vidre) fins a arribar al paper de la mida més petita de gra. Desbast Fi, cal una superfície plana lliure de ratllades la qual s'obté mitjançant una roda giratòria humida coberta amb un drap especial carregat amb partícules abrasives en la seva mida acuradament seleccionades per aquest propòsit hi ha gran possibilitat d'abrasius per efectuar el darrer polit;

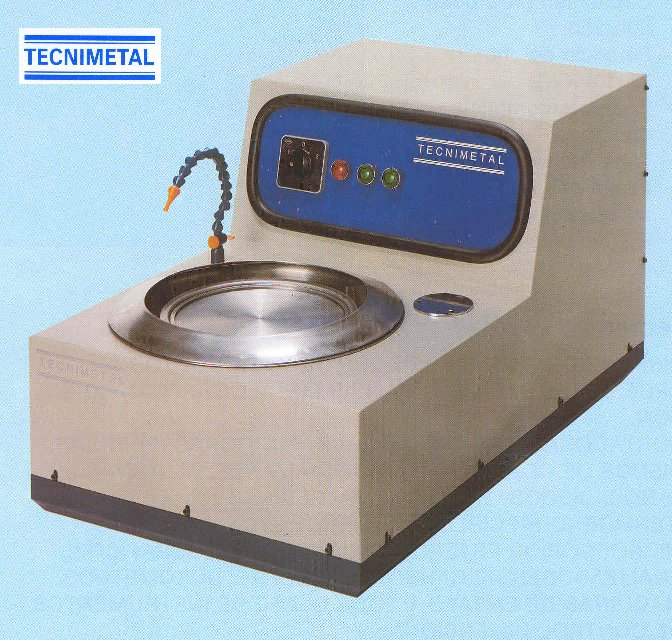
Polidora metal·logràfica

L'etapa del poliment és executada en general amb draps massissos col·locats sobre plats giratoris circulars, sobre els quals s'hi dipositen petites quantitats d'abrasiu, en general diamant industrial en pols fina o bé en suspensió, amb granulometries com per exemple de 10, 6, 3, 1, i 0,25 micres
El polit es realitza subjectant la mostra a tractar amb la mà o bé mitjançant un capçal automàtic per polir diverses mostres alhora. Aquest exerceix una pressió pre-configurada cap al disc o drap de desbast o polit durant un temps concret. Aquests paràmetres han de ser configurats segons el tipus de material (duresa, estat del poliment, etc.).). Opcionalment hi ha sistemes amb dosificador automàtic de suspensió diamantada.

## Atac químic
Hi ha gran quantitat d'atacs químics per a diferents tipus de metalls i situacions. En general, l'atac és fa per immersió o fregat amb cotó embegut en el líquid escollit per la regió a ser observada, durant alguns segons fins que l'estructura a observar sigui revelada. Un dels més usats és el nital, (àcid nítric i alcohol), per a la gran majoria dels metalls ferrosos. Una guia dels atacs químics utilitzats per revelar les fases i microconstituents de metalls i aliatges es poden veure a la norma ASTM E407-07 Standard Practice for Microetching Metals and Alloys

## Microscopi
Utilització de lupes estereoscòpiques (que afavoreixen la profunditat de focus i permeten, per tant, visió tridimensional de l'àrea observada) amb augments que poden variar de 5x a 64x.
El principal instrument per a la realització d'un examen metal·logràfic el constitueix el microscopi metal·logràfic, amb el qual és possible examinar una mostra amb augments que varien entre 50x i 2000x .
El microscopi metal·logràfic, per raó de l'opacitat dels metalls i aliatges, opera amb la llum reflectida pel metall. Per tant, per poder observar la mostra cal preparar una probeta i polir la superfície a nivell mirall.
Hi ha una norma internacional ASTM E3-01 Standard Practice for Preparation of Metallographic Specimens, que tracta sobre les correctes tècniques de preparació de mostres metal·logràfiques.